# Attila à croupion jaune
Attila spadiceus
Ne doit pas être confondu avec Attila à ventre jaune.
Espèce
Répartition géographique
Statut de conservation UICN

 LC  : Préoccupation mineure
L’Attila à croupion jaune (Attila spadiceus) est une espèce de passereaux de la famille des Tyrannidae, native de l'écozone néotropicale.

## Description
L'attila à croupion jaune a une calotte et la nuque vert grisâtre ou vert-olive parsemées de rayures sombres plus ou moins visibles. Certains individus ont des traces gris blanc sur le front. Les lores sont blanc grisâtre et la paupière inférieure est lignée de blanc. Les côtés de la tête sont similaires à la calotte mais sont lignées de blanc terne. Le dos, les scapulaires et la petite couverture sont brun rougeâtre ou vert grisâtre. Les plumes au-dessus de la queue sont de couleur cannelle léger sur le bas et jaune ocre sur le haut. La queue est brun grisâtre. Le menton est jaunâtre, la poitrine et ses côtés sont grisâtres rayés fortement de gris sombre. Les flancs sont jaunâtres ou cannelle, les sous-caudales et le dessous des ailes cannelle à blanc jaunâtre pâle. Les primaires sont noires tandis que les secondaires et les plumes intérieures sont margées de brun rougeâtre terne. Les moyenne et grande couvertures sont noires bordées de cannelle terne. Il mesure entre 17 et 18,5 cm.

## Habitat
Cette espèce fréquente les forêts humides et à forte croissance, les lisières et les clairières.

## Répartition et sous-espèces
Selon la classification de référence du Congrès ornithologique international (15.1, 2025) il se répartit en douze sous-espèces (ordre phylogénique) :
- A. s. pacificus Hellmayr, 1929 — ouest du Mexique plumage dorsal orange[4] ;
- A. s. cozumelae Ridgway, 1885 — Cozumel ;
- A. s. gaumeri Salvin & Godman, 1891 — péninsule du Yucatán, Holbox, Isla Mujeres plumage dorsal marron, tête et abdomen plus blanchâtre ;
- A. s. flammulatus Lafresnaye, 1848 — du sud-est du Mexique au Honduras plumage dorsal marron ;
- A. s. salvadorensis Dickey & van Rossem, 1929 — El Salvador et nord-ouest du Nicaragua ;
- A. s. citreopyga (Bonaparte, 1854) — de l'est du Honduras à l'ouest du Panama ;
- A. s. sclateri Lawrence, 1862 — est du Panama et nord-ouest de la Colombie ;
- A. s. caniceps Todd, 1917 — vallée du río Magdalena et aval du río Sinú ;
- A. s. parvirostris J.A. Allen, 1900 — sierra Nevada de Santa Marta au lac Maracaibo ;
- A. s. parambae Hartert, 1900 — El Chocó ;
- A. s. spadiceus (Gmelin, 1789) — Amazonie et montagnes du nord du Venezuela ;
- A. s. uropygiatus (Wied-Neuwied, 1831) — forêt atlantique[5].

## Galerie

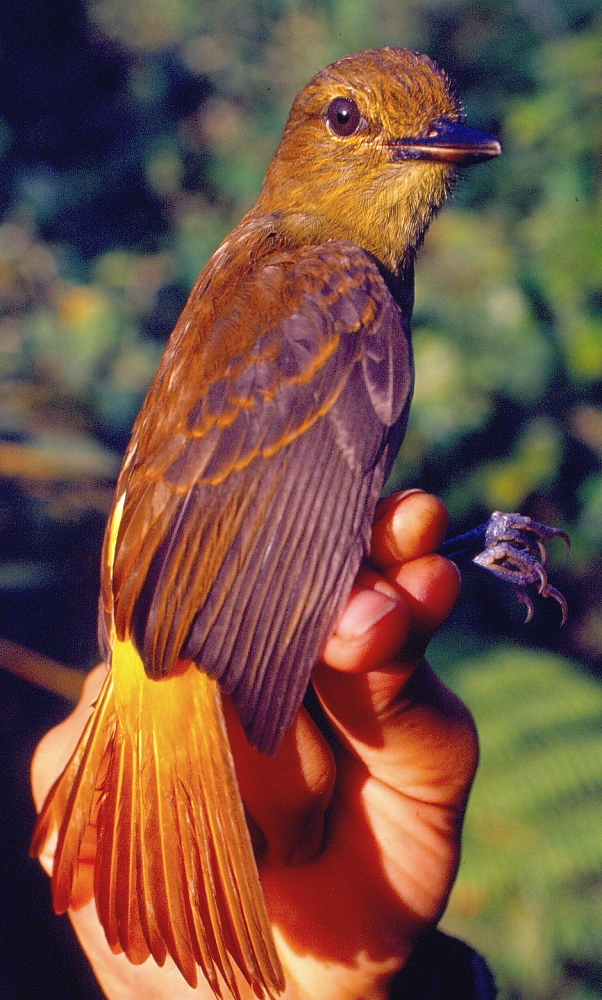
variante rougeâtre
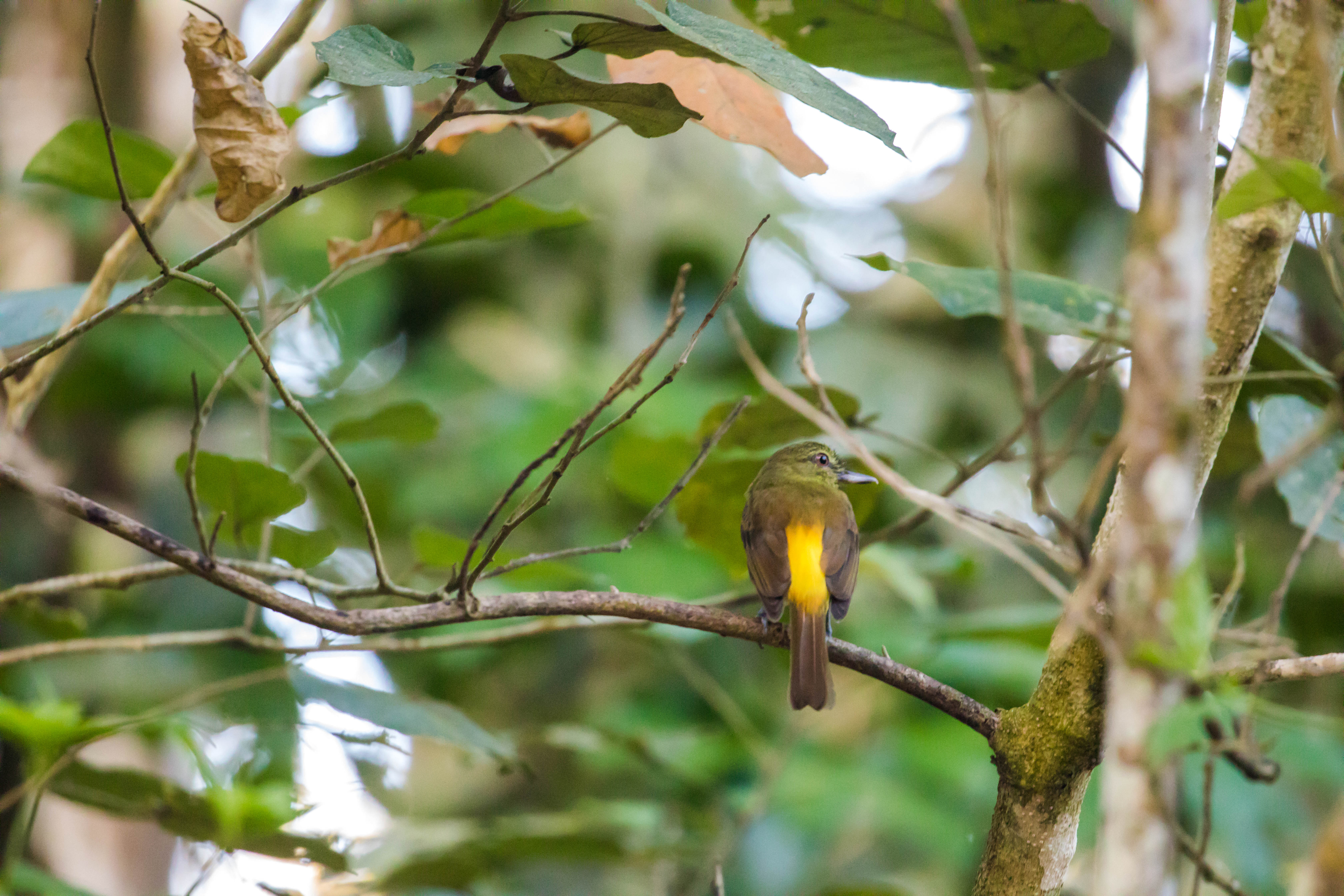
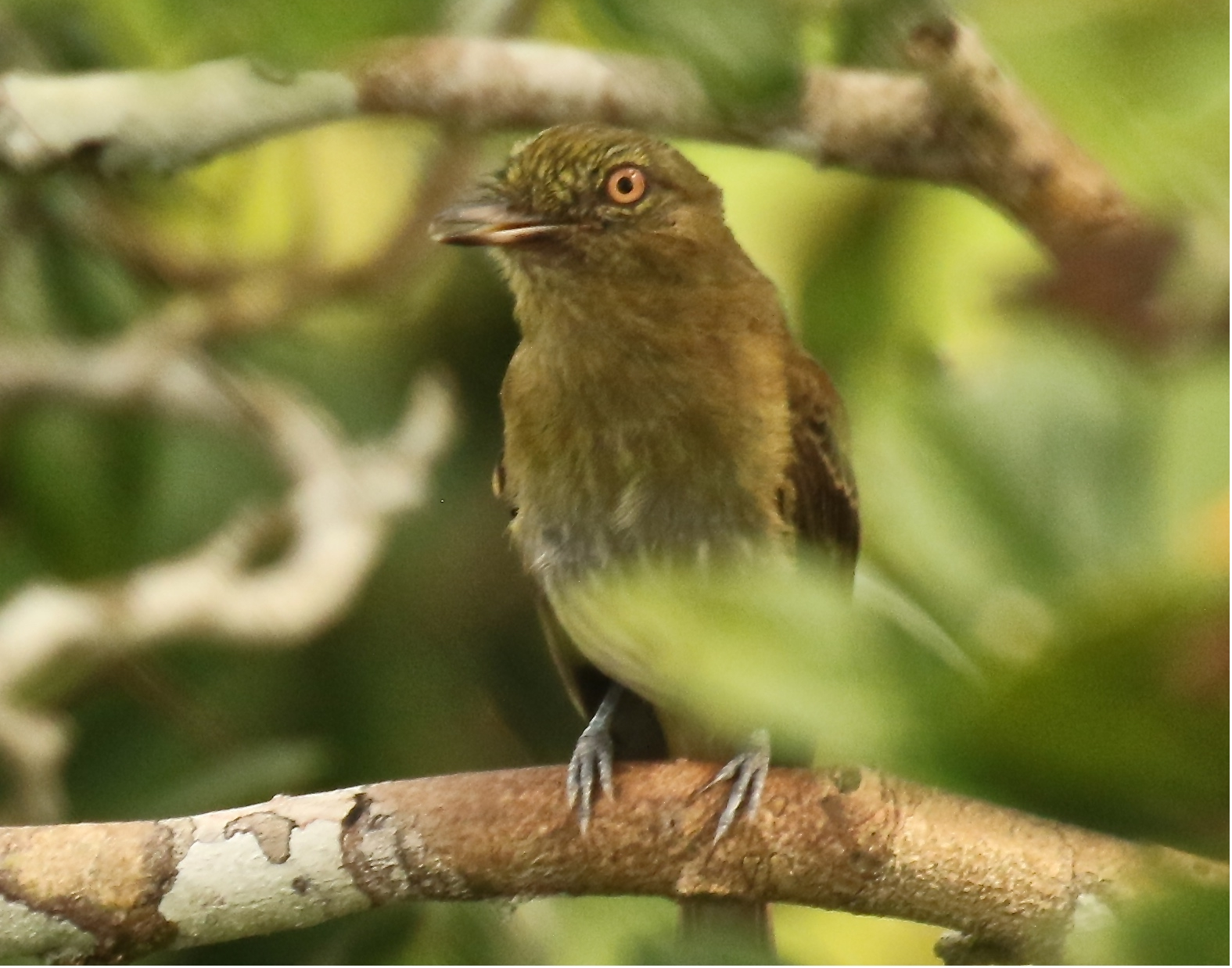